# Marconi Grand Prix of Cleveland 2002
Marconi Grand Prix of Cleveland 2002 var den nionde deltävlingen i CART World Series 2002. Racet kördes den 14 juli på Burke Lakefront Airport i Cleveland, Ohio. Patrick Carpentier tog sin första vinst på en konventionell racerbana i CART-sammanhang, efter att ha dragit nytta av mästerskapsledaren Cristiano da Mattas motorhaveri under racets första halva. Da Matta hade fullständigt dominerat tävlingshelgen fram till racet, men haveriet skadade inte hans mästerskapsledning nämnvärt.

## Slutresultat
| Plats | Förare               | Team                | Grid | Kvaltid |
| ----- | -------------------- | ------------------- | ---- | ------- |
| 1     | Patrick Carpentier   | Forsythe Racing     | 2    | 57,470  |
| 2     | Michael Andretti     | Team Motorola       | 5    | 57,685  |
| 3     | Paul Tracy           | Team KOOL Green     | 11   | 57,827  |
| 4     | Kenny Bräck          | Team Rahal          | 9    | 57,797  |
| 5     | Alex Tagliani        | Forsythe Racing     | 14   | 58,058  |
| 6     | Jimmy Vasser         | Team Rahal          | 7    | 57,731  |
| 7     | Tora Takagi          | Walker Racing       | 10   | 57,798  |
| 8     | Tony Kanaan          | Mo Nunn Racing      | 6    | 57,713  |
| 9     | Michel Jourdain Jr.  | Team Rahal          | 16   | 58,326  |
| 10    | Shinji Nakano        | Fernández Racing    | 18   | 58,559  |
| 11    | Adrián Fernández     | Fernández Racing    | 17   | 58,546  |
| 12    | Christian Fittipaldi | Newman/Haas Racing  | 4    | 57,499  |
| 13    | Bruno Junqueira      | Chip Ganassi Racing | 8    | 57,751  |
| 14    | Dario Franchitti     | Team KOOL Green     | 3    | 57,482  |
| 15    | Scott Dixon          | Chip Ganassi Racing | 12   | 57,913  |
| 16    | Cristiano da Matta   | Newman/Haas Racing  | 1    | 57,040  |
| 17    | Mario Domínguez      | Herdez Competition  | 13   | 58,050  |
| 18    | Townsend Bell        | Patrick Racing      | 15   | 58,304  |